# Kamil Taha
Kamil Taha (arab. كامل طه, ur. w 1897 roku) – egipski piłkarz, występujący na pozycji bramkarza. Uczestnik Igrzysk Olimpijskich 1920 i 1924.
Zawodnik wystąpił we wszystkich czterech spotkaniach, jakie reprezentacja Egiptu rozegrała podczas igrzysk w 1920 i 1924 roku (po dwa na każdych zawodach).